# Wilhelmsdorf (Württemberg)
Wilhelmsdorf ist eine Gemeinde im westlichen Landkreis Ravensburg in Baden-Württemberg.

## Geographie

### Nachbargemeinden
An Wilhelmsdorf grenzen die Gemeinden Riedhausen, Guggenhausen, Fleischwangen, Fronreute und Horgenzell im Landkreis Ravensburg, Illmensee und Ostrach im Landkreis Sigmaringen sowie die Gemeinde Deggenhausertal im Bodenseekreis.

### Gemeindegliederung
Die Gemeinde Wilhelmsdorf besteht aus den Gemarkungen Wilhelmsdorf, Esenhausen, Höhreute, Pfrungen und Zußdorf.

## Geschichte

### Wilhelmsdorf

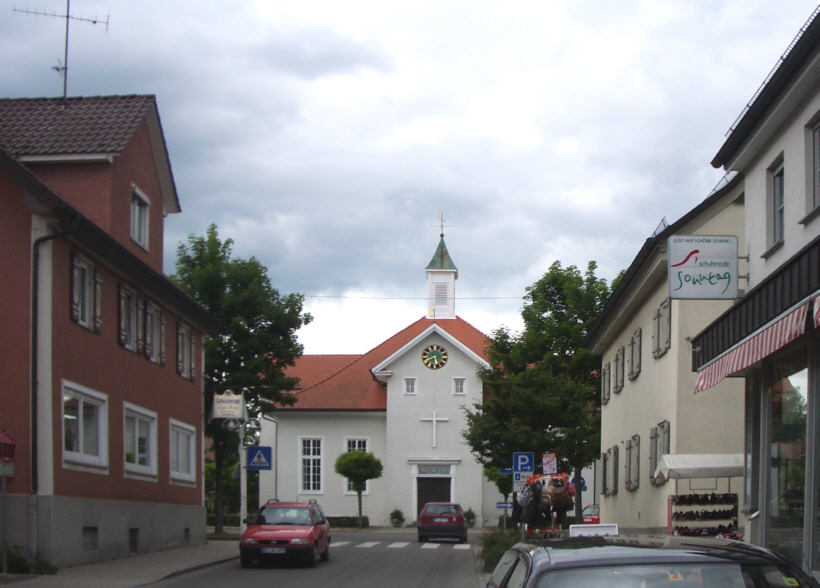
Blick zum Saalplatz

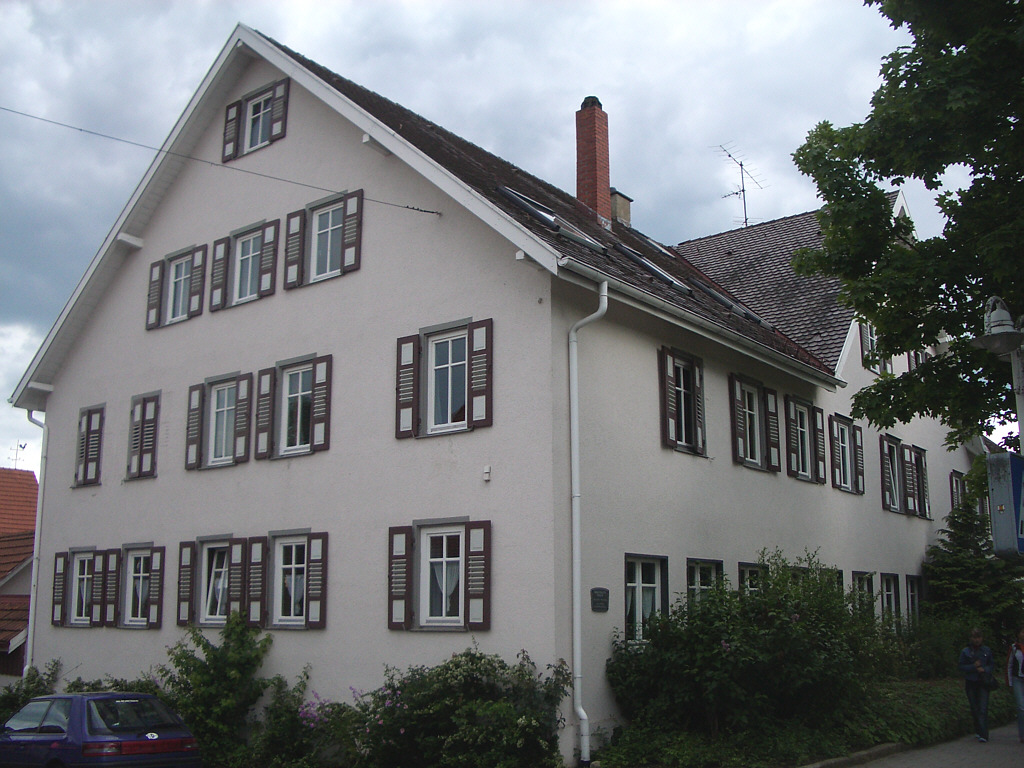
Kinderheim / Jugendhilfe Hoffmanhaus

Im Gegensatz zu den gewachsenen Gemeinden der katholisch geprägten Umgebung Oberschwabens ist Wilhelmsdorf 1824 als pietistische Siedlung in altwürttembergisch-evangelisch stehender Tradition planmäßig auf dem religiösen Grundriss der Kreuzfigur wegen ihrer Schutzfunktion gegründet worden. Nach der Einführung einer neuen Liturgie für die württembergische Landeskirche war im württembergischen Pietismus starker Widerstand aufgekommen, weil viele Menschen die neue Gottesdienstordnung als unchristlich ansahen. Als in den Hungerjahren 1816/17 eine Auswanderungswelle einsetzte, verließen auch zahlreiche Pietisten das Land. Es gelang dem Leonberger Bürgermeister Gottlieb Wilhelm Hoffmann, bei König Wilhelm I. von Württemberg eine Genehmigung zur Begründung einer religiösen Siedlung auf dem Rittergut Korntal in der Nähe der Residenzstadt Stuttgart zu erlangen. Diese Brüdergemeinde hatte das Recht, ihre religiöse Verfassung selbst zu bestimmen, war aber ansonsten an die württembergischen Gesetze gebunden. Weitere Siedlungsgründungen lehnte der König jedoch ab, da er die Entstehung einer größeren nichtkirchlichen Religionsgemeinschaft fürchtete. Erst als Gottlieb Wilhelm Hoffmann anbot, das Lengenweiler Moosried bei Pfrungen trockenzulegen, gestattete der König die Errichtung einer „Kolonie“ als Tochtersiedlung von Korntal. Dazu verkaufte er der evangelischen Brüdergemeinde Korntal Land aus seinem Privatbesitz im unfruchtbaren Moor des Pfrunger-Burgweiler Rieds. Da er auch den Aufbau der Siedlung unterstützte, wurde der Ort nach ihm benannt. Letztlich wollte der König auch eine weitere Auswanderung von altwürttembergisch-evangelisch geprägter Bevölkerung aus seinem durch die Koalitionskriege ohnehin geschwächten Königreich vermeiden. Wilhelmsdorf und Korntal sind so genannte Brüdergemeinden, das heißt nicht-landeskirchliche Gemeinden nach Herrnhuter Vorbild.

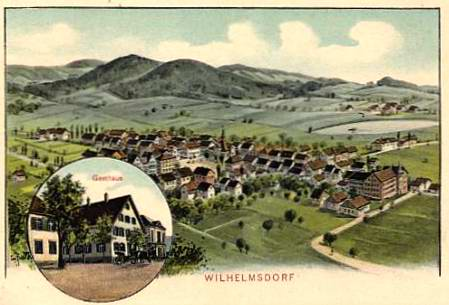
Wilhelmsdorf um 1920

Im Januar 1824 trafen die ersten Siedler ein und begannen mit der Trockenlegung des Moorgebiets. Sie kamen jedoch aus dem zentralen Teil Altwürttembergs und verfügten über keine Erfahrung über die Bewirtschaftung solcher Flächen. Außerdem war das Unternehmen unterkapitalisiert, so dass die Siedler von vornherein auf finanzielle Unterstützung durch den König angewiesen waren. Durch königliche Privilegien gelang es mit der Zeit, das Moor urbar zu machen. Allerdings geriet die Siedlung in eine schwere wirtschaftliche Krise und schließlich in den Konkurs. Nur durch die Ausweisung von einem Drittel der Familien und hohe Spenden der württembergischen Pietisten konnte der Fortbestand gesichert werden. Inmitten des katholischen Oberschwaben entwickelte Wilhelmsdorf ein eigenständiges Leben, allerdings weiterhin geprägt durch schwierige Rahmenbedingungen und ungünstige Voraussetzungen für die Landwirtschaft. Trotz anfänglicher Furcht und Abneigung der katholischen Nachbargemeinden waren es auch immer wieder die damals noch selbstständigen Gemeinden Esenhausen und Zußdorf, die sich im damaligen Oberamt Ravensburg für zinslose Darlehen an die arme Gemeinde einsetzten.
Neben der Landwirtschaft waren in Wilhelmsdorf soziale Einrichtungen begründet worden, die sich im 19. Jahrhundert erfreulich entwickelten. Auch sie trugen maßgeblich zur Erhaltung der Gemeinde bei. Es entwickelten sich vielfältige diakonische Einrichtungen mit Schulen, Heil- und Pflegeanstalten und Bildungsstätten.
Bei der Kreisreform während der NS-Zeit in Württemberg gelangte Wilhelmsdorf 1938 zum Landkreis Ravensburg.
Während der NS-Gewaltherrschaft wurden am 24. März 1941 19 Patienten aus der damaligen evangelischen Taubstummenanstalt Wilhelmsdorf, trotz der hinhaltenden Verweigerungshaltung des damaligen Leiters Heinrich Hermann, durch die „Grauen Busse“ der „Gemeinnützige Krankentransport GmbH“ (Gekrat) ins Psychiatrische Landeskrankenhaus Weinsberg deportiert. Unter den 19 Deportierten befanden sich auch zwei Frauen aus der Diakonie Stetten, wo sie bereits zur „Desinfektion“ ausgewählt, aber vom dortigen Personal versteckt und dann nach Wilhelmsdorf gebracht worden waren. Von den 19 Frauen und Männern, die im Zuge der „Euthanasie“-Tötungsaktion T4 in der hessischen NS-Tötungsanstalt Hadamar bei Limburg an der Lahn vergast werden sollten, kehrte nur Ernst Weiß nach Wilhelmsdorf zurück. Die Tötungsanstalt Schloss Grafeneck war zu diesem Zeitpunkt bereits geschlossen. Eine im Jahr 1985 erstellte Bilderwand erinnert seither im Eingangsbereich des Rotachheims der Zieglerschen Behindertenhilfe an das Geschehene. Der Titel „Vor Gott ist nicht einer vergessen“ ist angelehnt an Lukas 12,6. Zwei Gedenksteine auf dem Ortsfriedhof erinnern ebenfalls an dieses Geschehen.
1945 wurde Wilhelmsdorf Teil der Französischen Besatzungszone und kam somit zum neu gegründeten Land Württemberg-Hohenzollern, welches 1952 im Land Baden-Württemberg aufging.
Die Einrichtungen der Zieglerschen Anstalten, wie beispielsweise die Gotthilf-Vöhringer-Schule, eine Fachschule unter anderem für Arbeitserziehung und Heilerziehungspflege, haben Wilhelmsdorf weit über die nähere Umgebung hinaus bekannt gemacht und prägen den Charakter der Gemeinde bis heute.
Die heutige Gemeinde wurde im Zuge der Gebietsreform in Baden-Württemberg am 1. Januar 1973 durch die Vereinigung der Gemeinden Wilhelmsdorf, Esenhausen, Pfrungen und Zußdorf neu gebildet. Mit Wirkung vom 1. Mai 1973 schieden die ehemaligen badischen Ortschaften Höhreute, Niederweiler und Tafern aus der Gemeinde Illmensee, die bis 1972 dem Landkreis Überlingen angehörte und anschließend zum Landkreis Sigmaringen gehört, aus und wurden in die Gemeinde Wilhelmsdorf und damit in den Landkreis Ravensburg umgegliedert.

### Pfrungen
Im Jahr 1436 erwarb die Deutschordenskommende Altshausen die niedere Gerichtsbarkeit im Ort Pfrungen vom Ravensburger Patrizier Konrad Gremlich. Die hohe Gerichtsbarkeit lag bei der Grafschaft Fürstenberg-Heiligenberg. Damit besaß der Deutsche Orden Rechte in einem Ort, der als Exklave inmitten anderer Herrschaften lag, einige Kilometer entfernt von der kleinen geschlossenen Deutschordensherrschaft. Neben den Lehengütern des Deutschen Ordens besaßen auch andere Herrschaften Güter, so die Geistlichkeit von Pfullendorf und das Kloster Salmansweiler jeweils einen Lehenhof und die Grafschaft Fürstenberg-Heiligenberg sieben Lehengüter. Deshalb mussten die beteiligten Herrschaften stets miteinander verhandeln.
Bis zur Säkularisation und Mediatisierung blieb diese Situation bestehen. Im Jahr 1806 ließ der nunmehrige Großherzog von Baden den Ort besetzen und beanspruchte ihn für sich. Auf dem Verhandlungsweg gelang es jedoch König Friedrich von Württemberg, die gesamte Deutschordenskommende Altshausen in seinen Besitz zu bringen, so dass Pfrungen im Jahr 1807 württembergisch wurde.

### Esenhausen
Esenhausen liegt östlich von Wilhelmsdorf an den Lengenweiler See angrenzend. Der Lengenweiler See, ein Landschaftsschutzgebiet, ist ein so genanntes Toteisloch. Das Wappen zeigt in Schwarz eine zweitürmige goldene Burg mit einer Tür im rechten Turm. Esenhausen mit der Pfarrkirche St. Martinus bildet eine eigenständige katholische Kirchengemeinde als Teilgemeinde von Wilhelmsdorf.

### Zußdorf
Zußdorf wurde im Jahre 1177 erstmals urkundlich erwähnt und bildete im Mittelalter den Mittelpunkt einer kleinen Herrschaft im so genannten Zocklerland. Zußdorf wurde zum Ende des Dreißigjährigen Kriegs durch Brand fast völlig zerstört.
Zußdorf ist heute ein gutes Beispiel für den Strukturwandel eines oberschwäbischen Dorfes. Die Landwirtschaft befindet sich auf dem Rückzug und wird aus dem Dorf heraus verlagert; ehemals üppige Streuobstwiesen sind von Neubaugebieten verdrängt worden. Heute besitzt das Dorf viele Vereine, Geschäfte und besondere Gebäude, die in den anderen umliegenden Ortschaften nicht vorhanden sind. Ein Kindergarten ist in Zußdorf noch vorhanden, die Grundschule wurde in Folge sinkender Schülerzahlen geschlossen. Amtierender Ortsvorsteher ist Thomas Schädler.
In einem südlich an Zußdorf angrenzenden Laubwaldgebiet in Richtung des Höchsten ist eine streng geschützte und gefährdete Orchideenart beheimatet, der Frauenschuh. Der Wald ist zudem auch eines von nur vier Gebieten in Baden-Württemberg, in denen ein größerer Bestand an alten Eiben vorkommt.
Das Bräuhaus in Zußdorf ist das einzige Wirtshaus, das im Dorf überlebt hat, und war ehemals Zentrum der Brauerei Luck (Zocklerbräu). Die verschiedenen anderen ortsprägenden Gebäude wie der Eiskeller wurden im Zuge der Dorfsanierung Anfang der 1980er Jahre abgerissen. Es diente im Sommer 2024 als Kulisse für die Dreharbeiten zur ZDF-Fernsehserie Tschappel, die im Frühjahr 2025 ausgestrahlt werden soll.
Gebäude: Das Veranstaltungs- und Dorfgemeinschaftshaus Schalander, die katholische Kirche, das Kaufhaus Späth oder der Biolandhof Gebhardt.

## Religion
Während der Kernort weiterhin von der pietistischen evangelischen Brüdergemeinde geprägt wird, hat sich in den Teilorten Esenhausen, Pfrungen und Zußdorf die römisch-katholische Konfession ihre Dominanz erhalten.
Die Diaspora-Situation Wilhelmsdorfs war laut Historiker Peter Eitel auch Grund für die überdurchschnittliche Zustimmung für die NSDAP bei den Wahlen in den 1930er-Jahren. Die evangelischen Einwohner Wilhelmsdorfs erhofften sich durch die Nazis unter anderem Unterstützung gegen die übermächtige katholische Zentrumspartei und den Katholizismus in der Umgebung. Zußdorf hingegen ist ein Beispiel für eine große Immunität gegenüber der NS-Ideologie dank eines engagierten katholischen Pfarrers, so dass es in Zußdorf kaum NSDAP-Parteimitglieder gab.

## Politik

### Gemeinderat
Der Gemeinderat besteht aus den 14 gewählten ehrenamtlichen Gemeinderäten sowie der Bürgermeisterin als stimmberechtigte Vorsitzende. Die Kommunalwahl vom 9. Juni 2024 führte zu folgendem Ergebnis (mit Vergleichszahlen aus den vorigen Wahlen):
| Partei / Liste          | Stimmenanteil | Sitze  |                 | Ergebnis 2019   | Ergebnis 2014 | Ergebnis 2009 |
| Freie Wählervereinigung | 33,8 %        | 5      | 34,3 %, 5 Sitze | 40,3 %, 6 Sitze | 6 Sitze       |               |
| Bürgerliste             | 37,2 %        | 5      | 32,0 %, 5 Sitze | 36,6 %, 5 Sitze | 5 Sitze       |               |
| gemeinsam aktiv         | 17,0 %        | 2      | 11,9 %, 2 Sitze | –               | –             |               |
| Grüne                   | 12,0 %        | 2      | –               | –               | –             |               |
| Natürlich anders        | –             | –      | 17,1 %, 2 Sitze | 23,1 %, 3 Sitze | 3 Sitze       |               |
| SPD                     | –             | –      | 4,7 %, 1 Sitz   | –               | –             |               |
| Wahlbeteiligung         | 63,7 %        | 63,7 % | 64,4 %          | 56,4 %          | 59,6 %        |               |

### Bürgermeister
Bei der Bürgermeisterwahl am 13. März 2016 wurde Sandra Flucht mit 66,5 Prozent der Stimmen zur Bürgermeisterin gewählt. Sie trat das Amt am 1. Juni 2016 an. Damit wurde sie die erste weibliche Bürgermeisterin im Landkreis Ravensburg. Am 3. März 2024 wurde sie mit 85,2 Prozent der Stimmen für eine zweite Amtszeit wiedergewählt. Zuvor war von 1997 bis 2016 Hans Gerstlauer Bürgermeister.

### Wappen
| Wappen der Gemeinde Wilhelmsdorf | Blasonierung: „In Schwarz eine silberne (weiße) Stufenschrägleiste, darüber eine goldene (gelbe) Bügelkrone, darunter auf goldener (gelber) Konsole eine goldene (gelbe) Burg mit zwei Zinnentürmen.“ |
| Wappen der Gemeinde Wilhelmsdorf | Wappenbegründung: Die am 1. Januar 1973 durch Vereinigung von Esenhausen, Pfrungen, Wilhelmsdorf und Zußdorf gebildete neue Gemeinde legte ein Wappen fest, dessen Schild von der in ausgetauschten Farben dargestellten „Heiligenberger Stiege“ durchzogen wird. Im Wappen der früheren Gemeinde Pfrungen hatte diese Figur an die Zugehörigkeit zur Grafschaft Heiligenberg erinnert. Die Krone wies schon im früheren Wilhelmsdorfer Wappen darauf hin, dass der Ortsname zu Ehren König Wilhelms I. von Württemberg angenommen worden war. Die Burg geht auf das Esenhauser Wappen zurück. Mit ihrer für das Ravensburger Wappen charakteristischen Konsole weist sie auch auf die zeitweilige Herrschaft der Stadt über Zußdorf hin. Am 1. März 1974 hat das Innenministerium das Wappen und die Flagge verliehen. |

## Kultur und Sehenswürdigkeiten
Die Gemeinde Wilhelmsdorf bildet zusammen mit der Stadt Pfullendorf und den Gemeinden Illmensee, Ostrach und Wald die 1999 gegründete Ferienregion „Nördlicher Bodensee“.

### Betsaal am Saalplatz

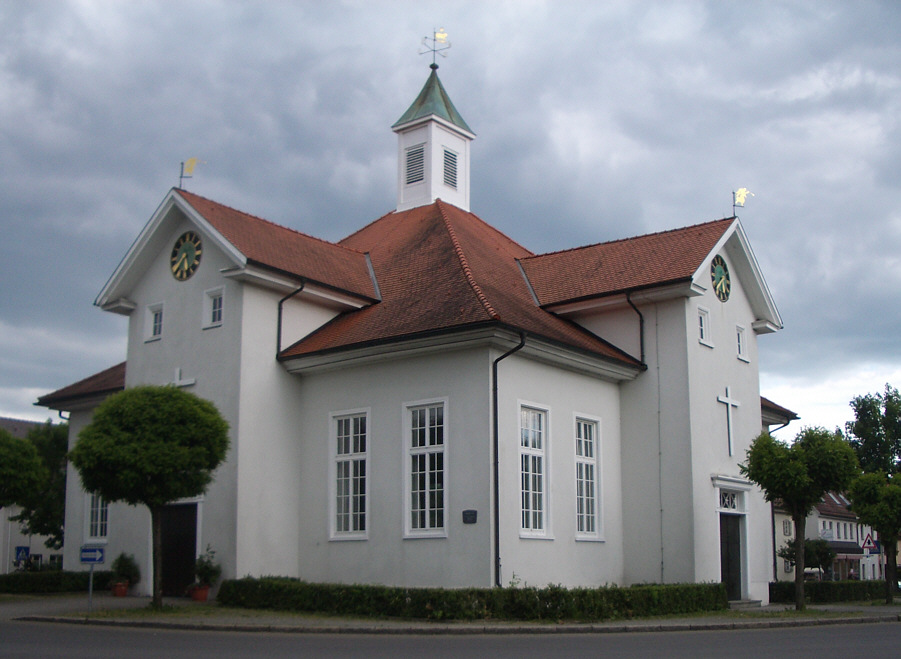
Betsaal am Saalplatz

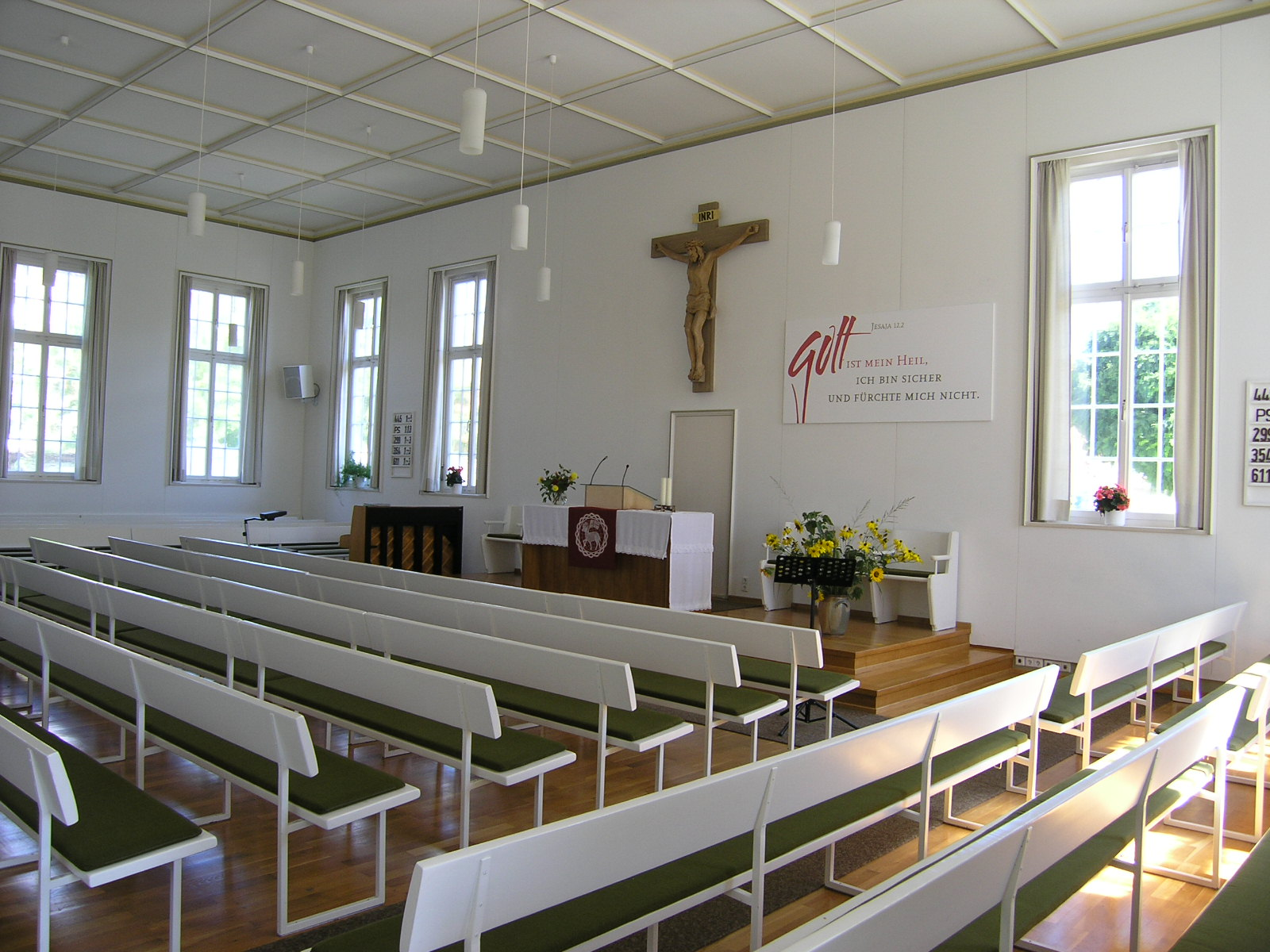
Betsaal

Dem Durchreisenden fällt das außergewöhnliche Ortsbild auf. Aus welcher Richtung man kommt, alle Straßen führen zum Betsaal. Gerade dieser Bau, 1828 als Kirche der evangelischen Brüdergemeinde errichtet, ist nicht nur optisch, sondern auch geistig der Mittelpunkt des Ortes und eng mit seiner Entstehungsgeschichte verbunden.
In seiner äußeren Form spiegelt der Betsaal den Ortsplan wider. Dem quadratischen Kernbau sind an den Eingangsbereichen Elemente vorgelagert. Das mächtige Pyramidendach, das auf der selbsttragenden Deckenkonstruktion aufgebaut ist, wird von einem kleinen Türmchen mit einem Osterlamm geschmückt. Es soll an die Bibelstelle Johannes 1, 29 erinnern: „Siehe, das ist Gottes Lamm, das der Welt Sünde trägt.“ Die Gründer Wilhelmsdorfs waren beeinflusst von der Theologie Albrecht Bengels (1687–1752). Der Mittelpunkt ihres religiösen Lebens bildete ein intensives Bibelstudium.

### Museen
Wilhelmsdorf beheimatet das private Museum für bäuerliches Handwerk und Kultur. Es wurde 1985 im Stil eines Bauernhauses aus der Zeit um 1880 erbaut und zeigt von einer kleinen Schaufel bis hin zu Christus-Kreuzen oder Haushaltsgegenständen die Bandbreite bäuerlichen Lebens respektive handwerklicher und kultureller Gegenstände Süddeutschlands (Bayern und Region Bodensee–Oberschwaben). Neues Schmuckstück im Museum ist eine Weinpresse von 1860 mit Schnitzereien und vier Holzspindeln. Die Presse aus dem Deggenhausertal stammte zwar aus einer österreichischen Weingegend, wurde aber in ähnlicher Bauart auch im Bodenseegebiet gefertigt.
Das Bauernhausmuseum zeigt eine Zeit um das Ende des 19. Jahrhunderts. Da ist der Stall, an dessen Decke historische Gerätschaften hängen und in dem die „zehn Gebote des Gewinns von sauberer Milch“ zu lesen sind. Auf derselben Etage befindet sich das bäuerliche Schlafzimmer mit historischer Bettwäsche, Nachthafen und Kinderwiege, gleich daneben die gute Stube mit Ofen, einem alten Spinnrad und gemütlicher Sitzecke. Weiterhin sind in den zahlreichen Vitrinen und Schränken im Obergeschoss Ziegel zur Abwehr böser Geister, Schrättele-Gatter zum Schutz vor Hexen, ein Spiegel, der Böses abwenden sollte, Kastanienkugeln gegen Rheuma und Gicht, ein Wetterkorn zum Schutz vor Gewitter, Hexensalben oder Steine mit einem von der Natur geformten Loch, Brautkronen, kleinen Madonnenstatuen, Gebetsketten und eine Zauberwurzel, die Glück und Fruchtbarkeit verspricht zu sehen.
Die Sammlung, zu der auch eine Schäfer-Schippe und Inhalte eines Krämerladens früherer Jahrhunderte gehört, geht zurück auf jahrzehntelanges Sammeln des Museumsleiters.
Schmuckstück des Anwesens ist die 1993 geweihte barocke Hofkapelle mit Zwiebelturm, in deren direkter Nachbarschaft ein Kornspeicher steht und das Brenn- und Backhäuschen sowie ein Holzschuppen.

### Theater
Der gemeinnützige Kulturverein Wilhelmsdorf e. V. (ehemals Theatergruppe Wilhelmsdorf) wurde 1983 gegründet und betreibt in Wilhelmsdorf ein eigenes Theaterhaus, „die Scheune“, das von den Vereinsmitgliedern, insbesondere von der Familie der Besitzer der Scheune, zum Theaterhaus umgebaut wurde. Die Einweihung der Scheune war im Jahr 1989. Seitdem finden dort im Durchschnitt wöchentlich Events, Konzerte, Ausstellungen, Filmvorstellungen und Theaterstücke statt. Finanziert wird das durch die Gewinne des „Theaters in der Scheune“, Spender und Zuschüsse der Gemeinde Wilhelmsdorf.
Zum Jubiläum des Sportvereins Zussdorf und der Freiwilligen Feuerwehr Zussdorf im Jahr 2007 wurde die Waldbühne Zussdorf errichtet, 2009 wurde der gleichnamige, gemeinnützige Betreiberverein Waldbühne Zussdorf e. V. gegründet. Die Waldbühne Zussdorf ist Mitglied im Landesverband Amateurtheater Baden-Württemberg und war für das Stück Alle Hopp – Menschen, Nachbarn, Sensationen 2015 für den Landesamateurtheaterpreis Lamathea nominiert. Die Waldbühne Zussdorf ist Mitglied im Landesverband Amateurtheater Baden-Württemberg.

### Vereine
Die Ortsgruppe Wilhelmsdorf des Schwäbischen Albvereins wurde 2007 mit der Eichendorff-Plakette ausgezeichnet.

### Naturdenkmäler
Das Pfrunger-Burgweiler Ried ist nach dem Federsee mit 2600 Hektar das zweitgrößte Moorgebiet Baden-Württembergs. Im Jahr 2002 wurde das Pfrunger-Burgweiler Ried in das Naturschutz-Großprojekt des Bundes aufgenommen. Im neuen modernen Naturschutzzentrum Wilhelmsdorf wird seit Mai 2012 über das Naturschutzgebiet Pfrunger-Burgweiler Ried informiert. Es gibt dort auch eine interaktive Dauerausstellung zum Thema Moor.

### Sport
2021 bewarb sich die Gemeinde als Host Town für die Gestaltung eines viertägigen Programms für eine internationale Delegation der Special Olympics World Summer Games 2023 in Berlin. 2022 wurde sie als Gastgeberin für Special Olympics Färöer-Inseln ausgewählt. Damit wurde sie Teil des größten kommunalen Inklusionsprojekts in der Geschichte der Bundesrepublik mit mehr als 200 Host Towns.

## Wirtschaft und Infrastruktur
Unter Wilhelmsdorf, in einem Gebiet, das sich vom Illmensee bis Fronhofen erstreckt, liegen die größten Erdöl- und Erdgasvorkommen Baden-Württembergs. Die Förderung durch die Preussag wurde 1997 nach 32 Jahren eingestellt. Die dabei entstandenen Hohlräume in etwa 1700 bis 1900 Meter Tiefe werden heute als Untertagespeicher für Erdgas aus Russland genutzt. Der von Storengy, einer Tochtergesellschaft der GDF Suez, betriebene Porenspeicher hat ein Gesamtvolumen von 153 Mio. Kubikmeter.

### Verkehr
Die Gemeinde ist mit einigen Buslinien u. a. mit Altshausen und Ravensburg verbunden und gehört dem Bodensee-Oberschwaben Verkehrsverbund (bodo) an.
Durch Wilhelmsdorf führt als Landes-Radfernweg der Oberschwaben-Allgäu-Radweg. Er ist eine Rundstrecke über Ulm und Tettnang und verläuft dabei aus Horgenzell (an den Ortsteilen Hasenweiler und Haslachmühle vorbei) über Zußdorf nach Wilhelmsdorf und weiter an Esenhausen vorbei nach Fleischwangen.

### Bildung

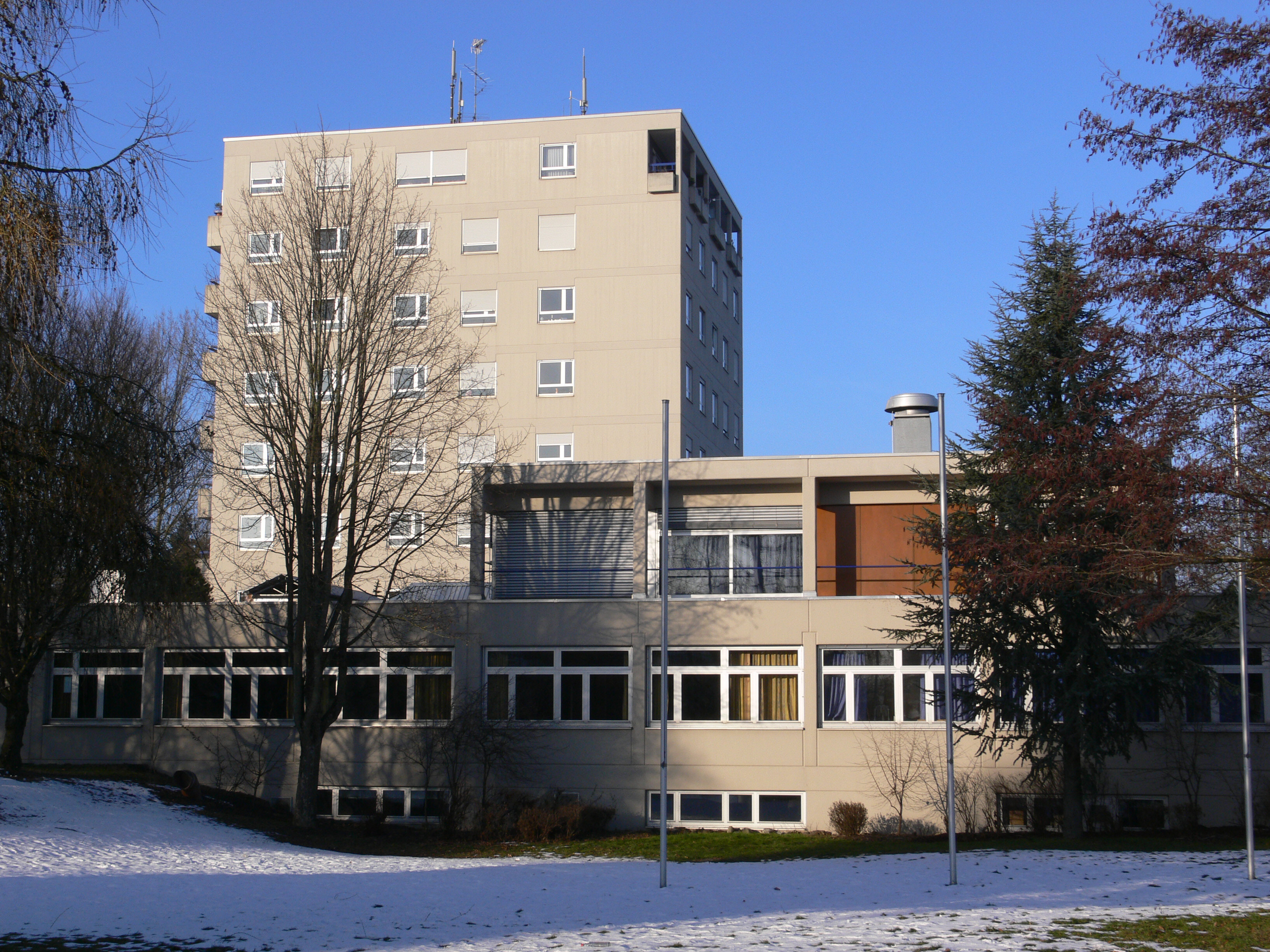
Gotthilf-Vöhringer-Schule

Mit einem Gymnasium, einer Realschule und der Grund- und Hauptschule mit Werkrealschule gibt es alle in Baden-Württemberg üblichen Schulformen. Daneben bestehen eine evangelische Fachschule (Gotthilf-Vöhringer-Schule) für Berufe im sozialen Bereich und mehrere Sonderschulen. Für die Jüngsten gibt es sechs Kindergärten. Während diese – bis auf den Waldkindergarten – im Kernort pietistisch geprägt sind, unterstehen sie in den Teilorten der römisch-katholischen Kirche. Die GVS ist mittlerweile abgerissen und nach Weissenau verlagert worden.
Das Gymnasium Wilhelmsdorf hat eine über 100-jährige Geschichte. Hervorgegangen ist es aus dem sogenannten „Knabeninstitut“, einem der renommierten evangelischen Internate in Württemberg, das bereits 1857 gegründet wurde. Erst 1999 schlossen die Zieglerschen das Internat und übergaben die bis dahin in privater Trägerschaft der Zieglerschen geführte Oberstufe des Gymnasiums an den öffentlichen Schulträger.

## Persönlichkeiten

### Söhne und Töchter der Gemeinde
- Hermann von Oßwald (1852–1914), württembergischer Generalleutnant
- Andreas Reichle (1861–1921), geboren in Pfrungen, Oberbürgermeister von Ravensburg von 1904 bis 1921
- Bernhard Hanssler (1907–2005), geboren in Tafern, Begründer des Cusanuswerks
- Christine Fausel (1925–2024), Unternehmerin, Künstlerin
- Gerd Rigauer (* 1939), Film- und Fernsehschauspieler und Synchronsprecher
- Gerhard Stäbler (* 1949), Komponist

### Sonstige Persönlichkeiten
- Johannes Ziegler (1842–1907), Pädagoge, Lehrer, Schriftsteller, diakonischer Unternehmer
- Wendelin Überzwerch (1893–1962), eigentlich Karl Wilhelm Fuß, deutscher Schriftsteller, lebte seit 1945 bis zu seinem Tod in Wilhelmsdorf. Eine ihm zu Ehren genannte Karl-Fuß-Straße findet sich im Südosten Wilhelmsdorfs.
- Otto Coester (1902–1990), Künstler und Graphiker, lebte von 1967 bis 1990 in Wilhelmsdorf.
- Eugen Steimle (1909–1987), NS-Kriegsverbrecher, war nach seiner Freilassung aus dem Kriegsverbrechergefängnis Landsberg in Wilhelmsdorf als Gymnasiallehrer für Deutsch und Geschichte tätig.
- Gregor Beck (* 1958), aufgewachsen in Zußdorf, Hotjazz- und Swing-Schlagzeuger, unter anderem Mitglied in der Big Chris Barber Band.
- Florian Schulz (* 1975), geboren in Weingarten, Naturfotograf
- Sebastian Guggolz (* 1982), aufgewachsen in Esenhausen, Verleger
- Nico Reith (* 1991), aufgewachsen in Wilhelmsdorf, parteiloser Kommunalpolitiker
- Marius Beck (* 1994), aufgewachsen in Zußdorf, Drehbuchautor und Filmproduzent
- Paul Beck (* 1996), aufgewachsen in Zußdorf, Filmproduzent

## Film
- Pöhlers Passagen, TV-Film aus dem Jahr 2003, über das Leben eines Wanderfotografen um 1909, nacherzählt anhand von Originalfotografien, die in Wilhelmsdorf gefunden wurden; Regie: Klaus Armbruster, mit Ulrike C. Tscharre.
- Tschappel, TV-Serie für ZDFneo aus dem Jahr 2025. Fast ausschließlich im Gemeindegebiet gedreht, erzählt die Geschichte des 18-jährigen Carlo Brenner vom Sommer nach dem Abi in einem oberschwäbischen Dorf.  Drehbuch: Marius Beck, Produzenten: Marius Beck, Paul Beck